# Proiettività
In geometria proiettiva, una proiettività è una corrispondenza biunivoca tra punti di uno spazio proiettivo.
In geometria descrittiva è definita come una corrispondenza tra punti dello spazio euclideo, ottenuta per composizione di prospettività, ovvero tramite una successione finita di proiezioni rispetto ad un centro e sezioni con un piano. Un esempio di proiettività è l'omologia, ottenuta come composizione di due prospettività tra gli stessi due piani.

## Geometria proiettiva
In geometria proiettiva, una proiettività non è altro che una trasformazione di punti dello spazio proiettivo. Ad esempio, sulla retta proiettiva {\displaystyle \mathbb {P} ^{1}}, la trasformazione assume la forma:
{\displaystyle \left\{{\begin{matrix}\rho x'_{0}=a_{00}x_{0}+a_{01}x_{1}\\\rho x'_{1}=a_{10}x_{0}+a_{11}x_{1}\end{matrix}}\right.}
dove {\displaystyle (x_{0}:x_{1})} e {\displaystyle (x\prime _{0}:x\prime _{1})} sono due punti della retta proiettiva, ρ è un parametro reale diverso da 0, e a00,  a01,  a10,  a11 sono quattro parametri reali tali che  a00a11 – a10a01 è non nullo (altrimenti la trasformazione non sarebbe biunivoca). La presenza del fattore ρ è dovuta al fatto che le coordinate proiettive (x0 : x1) sono date a meno di un fattore moltiplicativo reale non nullo (ovvero (x0 : x1) = (ρx0 : ρx1).
In coordinate affini, l'equazione della proiettività diventa:
{\displaystyle x^{\prime }={\frac {a_{00}+a_{01}x}{a_{10}+a_{11}x}}}
(con x = x1/x0 e x' = x'1/x'0)
Sulla retta proiettiva, viene inoltre mantenuto il birapporto tra punti corrispondenti. In altre parole, chiamati A, B, C e D quattro punti sulla retta proiettiva e A', B', C', D' i loro trasformati, si ha che:
{\displaystyle (ABCD)=(A^{\prime }B^{\prime }C^{\prime }D^{\prime })}
ovvero
{\displaystyle {\frac {AC \over BC}{AD \over BD}}={\frac {A^{\prime }C^{\prime } \over B^{\prime }C^{\prime }}{A^{\prime }D^{\prime } \over B^{\prime }D^{\prime }}}}